# Hällefors
Hällefors – miejscowość (tätort) w Szwecji, w regionie administracyjnym (län) Örebro. Siedziba władz (centralort) gminy Hällefors.
W 2015 roku Hällefors liczył 4449 mieszkańców.

## Położenie
Położona w zachodniej części prowincji historycznej (landskap) Västmanland (Hällefors socken), ok. 80 km na północny zachód od Örebro nad rzeką Svartälven. Przez Hällfors przebiega droga krajowa nr 63 (Riksväg 63; Karlstad – Ludvika) oraz linia kolejowa Bergslagsbanan (Gävle – Kil).

## Demografia
Liczba ludności tätortu Hällefors w latach 1960–2015: